# EQUINOX
『EQUINOX』（イクイノックス）は、日本の男性アイドルグループ『JO1』の3枚目のアルバム。2023年9月20日にLAPONEエンタテインメントから発売された。

## 概要
本作のタイトルである『EQUINOX』には、「光と闇が完全に対峙する瞬間、夢と現実の境界を破って進む。」 というメッセージが込められている。
初回限定盤A(CD+DVD)、初回限定盤B(CD+DVD)、通常版(CDのみ)、FC限定盤(JO1 OFFICAL STORE限定商品/CDのみ)の4形態で発売された。
2023年8月7日、収録曲『RadioVision』がサブスクリプションサービスにおいて先行配信を開始した。
2023年9月17日、リード曲である『Venus』がサブスクリプションサービスにおいて先行配信を開始し、ミュージック・ビデオも公開された。

## 収録曲

### 初回限定盤A
CD+DVD（特典映像：JO! Challenge）
1. Venus (3:18)
作詞：Kevin_D(D_answer)・KAMIHATE(D_answer)・gratia / 作曲：Kevin_D(D_answer)・Helixx, KAMIHATE(D_answer)・SUNWOO(THE BOYZ) / 編曲：Kevin_D(D_answer)・Helixx
・本作のリード曲
2. RadioVision (3:21)
作詞：Enzo・gratia・CELOTRON(Decade +)・Hyunseong / 作曲：K.O(Decade +)・CELOTRON(Decade +)・Shrinjay Ghosh(Decade +) / 編曲：K.O(Decade +)・CELOTRON(Decade +)・Shrinjay Ghosh(Decade +)
3. Dot-Dot-Dot (3:14)
作詞：Chiaki Nagasawa・Ryo Ito・Jinli(Full8loom) / 作曲：Gloryface(Full8loom)・Jinli(Full8loom) / 編曲：Gloryface(Full8loom)
4. Itty Bitty (3:19)
作詞：Takahashi Shiho・Masami Kakinuma・Jeffrey The Kiddd・Anna Timgren / 作曲：Stian Nyhammer Olsen(Blueprint)・Lars Horn Lavik・Jeffrey The Kiddd・Anna Timgren / 編曲：Stian Nyhammer Olsen(Blueprint)・Lars Horn Lavik
5. NEWSmile (3:21)
作詞：SYOYA・JUNKI・SKY・SHO・SHOSEI / 作曲：TSINGTAO・Samuel Kim・Rico Sato・Hiddie・Ryo Ito / 編曲：Rico Sato・Hiddie
・2023年7月3日にデジタルリリースした楽曲[11]
6. Tiger (3:05)
作詞：Ellie Love・STAINBOYS・NU'MAKER・Asher Postman / 作曲：Asher Postman・Hautboi Rich / 編曲：Asher Postman
・7thシングル『TROPICAL NIGHT』表題曲
7. Trigger (3:04)
作詞：Bicksancho (YummyTONE)・Mospick・Ellie Love / 作曲：Bicksancho (YummyTONE)・Mospick / 編曲：Bicksancho (YummyTONE)・Mospick
・7thシングル『TROPICAL NIGHT』初回限定盤B・通常盤収録曲
8. Gradation (3:07)
作詞：T2・Ellie Love・Ume / 作曲：Yuki・Dennis Chang・RUIMUI(PAPER MAKER) / 編曲：Yuki・Dennis Chang・RUIMUI(PAPER MAKER)
・2023年8月31日にデジタルリリースした楽曲[12]
9. SuperCali (3:01)
作詞：Kako・YOSKE・BAEK JOO YEON (ALIVE KNOB)・Toru Ishikawa・T-MS / 作曲：Nmore・Poptime・Ronnie Icon・Kyler Niko・Shannon・GESTURE・Kohway・Elum / 編曲：Nmore・Poptime
・6thシングル『MIDNIGHT SUN』表題曲
10. Phobia (3:30)
作詞：KZ・B.O・髙橋詩歩 / 作曲：KZ・HONEYSWEAT・B.O / 編曲：HONEYSWEAT
・6thシングル『MIDNIGHT SUN』全形態共通収録曲
11. Comma, (3:05)
作詞：Hohyun JUNG (e.one)・Moriwaka Kaori / 作曲：Hohyun JUNG (e.one) / 編曲：Hohyun JUNG (e.one)
・7thシングル『TROPICAL NIGHT』全形態共通収録曲
12. Romance (3:56)
作詞：Kako・Kushita Mine / 作曲：Kako・Pop time・ONE.KI・Daily・Nmore / 編曲：Daily・Nmore・Pop time
・2023年2月8日にデジタルリリースした楽曲[13]
・7thシングル『TROPICAL NIGHT』初回限定盤B収録曲

### 初回限定盤B
CD+DVD（特典映像：Global Cooking）
1. Venus (3:18)
2. RadioVision (3:21)
3. Fairytale (2:58)
作詞：Masami Kakinuma・Ronnie Icon / 作曲：Wonjoung Lee・Ronnie Icon・Kyler Niko・Ninos Hanna・William Segerdahl・ONE.KI・CELOTRON(Decade +)・Taneisha Jackson・Charlotte Wilson・Bobii Lewis・Anne Judith Wik・Young Chance・gxxdkelvin / 編曲：Wonjoung Lee
4. Mad In Love (3:24)
作詞：SQVARE・AVENUE 52・TSINGTAO・Ryo Ito / 作曲：ALYSA・Phil Schwan・SQVARE・AVENUE 52・Ricki Ejderkvist / 編曲：ALYSA・Phil Schwan・Ricki Ejderkvist
5. NEWSmile (3:21)
6. SuperCali (3:01)
7. Phobia (3:30)
8. We Good (3:02)
作詞：Moon Kim、T2、K2、Anna Kusakawa、HASEGAWA、Yano Mion / 作曲：RHeaT、SUA、Moon Kim / 編曲：SUA、RHeaT
・2023年1月19日にデジタルリリースした楽曲[15]
・7thシングル『TROPICAL NIGHT』初回限定盤A収録曲
9. Tiger (3:05)
10. Trigger (3:04)
11. 16(Sixteen) (3:18)
作詞：Jinli (Full8loom)、Ellie Love / 作曲：Grolyface (Full8loom)、Jinli (Full8loom)、HARRY (Full8loom) / 編曲：Grolyface (Full8loom)、HARRY (Full8loom)
・6thシングル『MIDNIGHT SUN』初回限定盤A・通常盤収録曲
12. Romance (3:56)

### 通常盤
CD
1. Venus (3:18)
2. RadioVision (3:21)
3. Dot-Dot-Dot (3:14)
4. Fairytale (2:58)
5. Itty Bitty (3:19)
6. Mad In Love (3:24)
7. NEWSmile (3:21)
8. Gradation (3:07)
9. Tiger (3:05)
10. Trigger (3:04)
11. Comma, (3:05)
12. Romance (3:56)
13. SuperCali (3:01)
14. Phobia (3:30)
15. 16(Sixteen) (3:18)

## チャート成績

### オリコン
- オリコンデイリーアルバムランキング（2023年9月19日付）で1位[2]。
- オリコン週間アルバムランキング（2023年10月2日付）で1位[1]。

### Billboard JAPAN
- 2023年9月27日付の週間アルバム・セールス・チャート「Billboard JAPAN Top Albums Sales」で首位を獲得[4]。初動3日間で250,906枚[17]、当週274,146枚を売り上げた。